# Dario Fiorentino
Dario Fiorentino (* 4. November 1986 in Dortmund) ist ein deutscher Basketballspieler.

## Laufbahn
Fiorentino spielte beim SVD 49 Dortmund und anschließend beim BBV Hagen in der Jugend sowie in der Herren-Regionalliga. Der 2,06 Meter große Innenspieler wechselte nach einem Jahr in Hagen 2006 zu den Dragons Rhöndorf in die 2. Basketball-Bundesliga. Mit der Mannschaft gelang ihm der Sprung in die 2007 eingeführte 2. Bundesliga ProA. Dort bestritt er zu Beginn der Saison 2007/08 sechs Einsätze für Rhöndorf und wechselte im November 2007 zu den Hertener Löwen in die dritthöchste deutsche Spielklasse, die 2. Bundesliga ProB. Mit guten Leistungen in Herten empfahl er sich für eine Rückkehr in die 2. Bundesliga ProA, die ihm 2009 mit der Annahme eines Vertragsangebot des ETB SW Essen gelang. Bis 2011 kam er in Essens Farben auf 63 Einsätze in der zweiten Liga. Aufgrund von Verpflichtungen im Rahmen seiner Berufsausbildung zog sich Fiorentino während der Saison 2011/12 aus der Essener Profimannschaft in die zweite Herrenmannschaft zurück, für die er in der 1. Regionalliga antrat.
In der Sommerpause 2012 holte ihn Trainer Raphael Wilder zu den Schwelmer Baskets in die 2. Bundesliga ProB. Fiorentino blieb zunächst bis 2014 in Schwelm, nahm dann aus beruflichen Gründen vorerst Abschied vom leistungsorientierten Basketballsport. Er spielte in der Folge in Wuppertal beim Barmer TV in der 2. Regionalliga, in der Sommerpause 2017 kehrte er nach Schwelm zurück, die Mannschaft nannte sich inzwischen EN Baskets Schwelm und wurde von seinem früheren Hagener Jugendtrainer Falk Möller betreut. Fiorentino lief bis 2021 für Schwelm in der 2. Bundesliga ProB auf. Hernach zog er sich aus dem Leistungssport zurück und spielte noch unterklassig beim Barmer TV. Im Sommer 2022 wechselte Fiorentino zu den Hertener Löwen in die 1. Regionalliga. 2025 gewann er mit Herten den Meistertitel in der 1. Regionalliga West.